# Goldjunge
Goldjunge ist ein deutscher Spielfilm des Regisseurs Stephan Schiffers aus dem Jahr 2005.

## Handlung

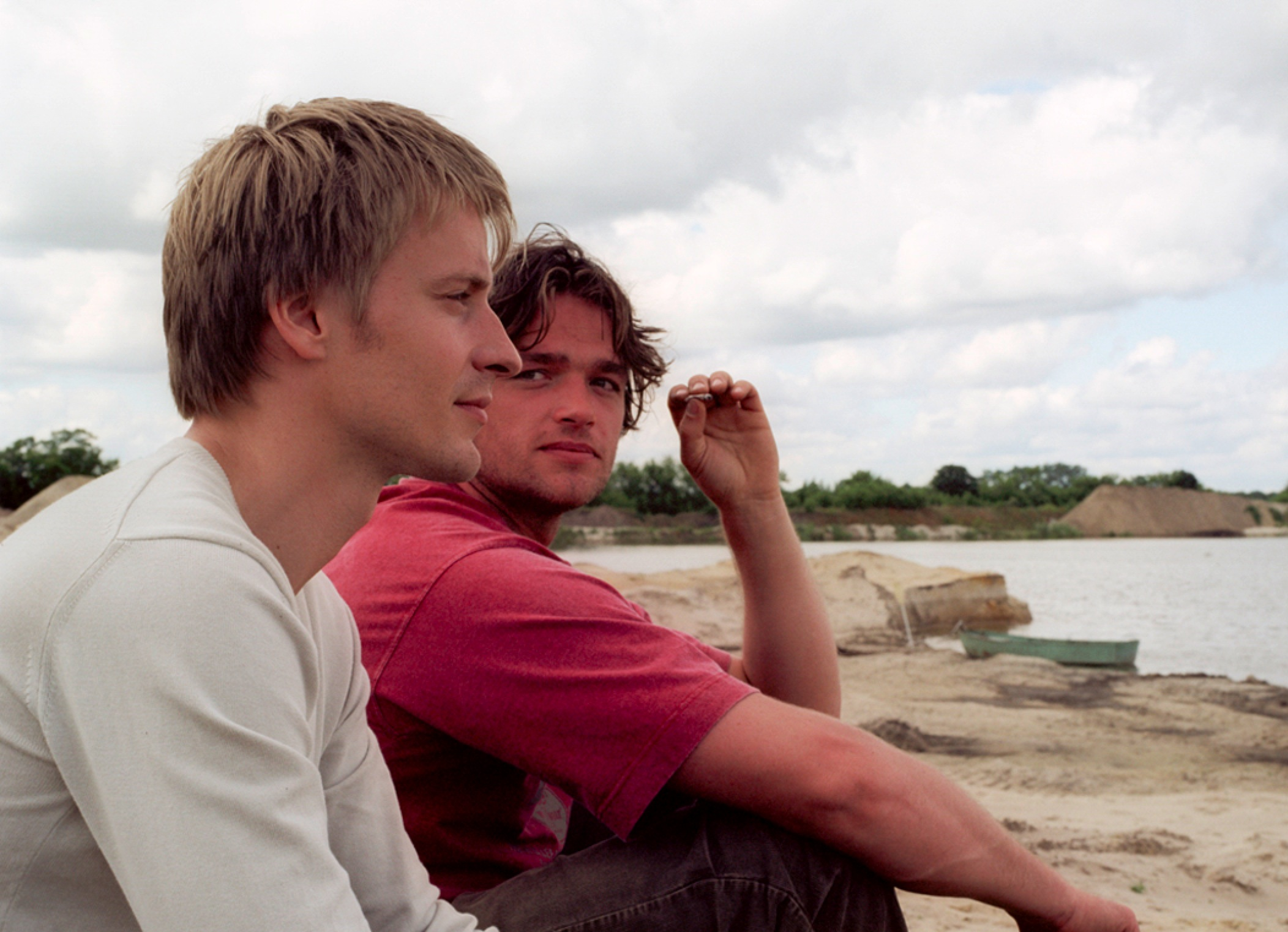
Maximilian von Pufendorf (vorne) und Ronald Zehrfeld (hinten) bei den Dreharbeiten zu Goldjunge.

Oliver hat eine erfolglose Karriere im Westen Deutschlands hinter sich und kehrt in sein ostdeutsches Heimatdorf zurück. Das Haus, in dem seine Mutter einsam verstarb, möchte er nun verkaufen. Sein Jugendfreund Ronny hilft ihm bei den Aufräumarbeiten. Doch auch ihm gegenüber kann er sein persönliches wie berufliches Scheitern nicht eingestehen.

## Hintergrund
Goldjunge war 2005 die Abschlussarbeit des Regisseurs und der Produzentin an der Internationalen Filmschule Köln. Der Film wurde gefördert durch die Filmstiftung NRW und das Filmbüro Bremen.

## Veröffentlichung
Der Kurzfilm wurde von dem deutsch-französischen Sender Arte gekauft und am 31. März 2006 erstmals ausgestrahlt. Zudem lief der Film erfolgreich auf zahlreichen Festivals, wie Grenzland-Filmtage Selb 2006, achtung berlin – new berlin film award 2006 oder Festival internacional de cine de Monterey, Mexiko, 2006. Zudem war er nominiert für den Studio Hamburg Nachwuchspreis 2006 und First Steps. 2005 wurde der Film in den Katalog der AG Kurzfilm aufgenommen.